# فرودگاه شافتر
فرودگاه شافتر (به انگلیسی: Shafter Airport) (به زبان بومی: Minter Field) یک فرودگاه بهره‌برداری هوایی با کد یاتا MIT است که یک باند فرود آسفالت دارد و طول باند آن ۱۳۷۲ متر است. این فرودگاه در کشور ایالات متحده آمریکا قرار دارد و در ارتفاع ۱۲۸ متری از سطح دریا واقع شده است.